# Тавернье, Мельхиор
Мельхиор Тавернье (фр. Melchior Tavernier; 1594, Антверпен — 1665, Париж) — французский гравёр и книготорговец. Сын Габриэля II Тавернье, гравера и торговца эстампами в Париже. У Мельхиора было четыре брата и сестры, из которых самым известным стал Жан-Батист (1605—1689). Мельхиора Тавернье II путают с его дядей Мельхиором Тавернье, который родился в Антверпене в 1544 году. Известным учеником Тавернье был Абрахам Босс.
Он обучался у Тома де Лё, и в 1621 году, когда Абрахам Босс подписал с ним договор об ученичестве, Мельхиор Тавернье обосновался в Париже, на мосту Маршан. В 1618 году он был назначен гравером и печатником королевской печати с упором на исторические темы. 2 апреля 1619 года он женился на Саре Питтен, а 30 апреля купил у своей матери активы семейного бизнеса и взял на себя аренду его помещений «Ла Юпп» на мосту Маршан. В 1622 году Тавернье переехал на остров Сите, где и продолжал свою деятельность. В конце 1628 г. он получил заказ на гравированные пластины для Элогов и речей на триумфальном приеме короля в его городе Париже после осады Ла-Рошели (1629 г).
Тавернье занимает важное место в истории французской торговли картами. Он публиковал и продавал карты и атласы Гендрика Гондиуса, Яна Янссона и Николя Тассена. Он также публиковал, начиная с 1632 года, ранние работы Николя Сансона, которого часто называют основателем французской картографии.
12 февраля 1644 года он продал часть своего имущества Франсуа Ланглуа за пять миллионов ливров, а остальное — Пьеру Мариетту (1596—1657), деду Пьера-Жана Мариетта, за одиннадцать миллионов. Болезнь в 1661 г. вывела Тавернье из строя, и 25 мая 1665 года он умер.

## Творчество
Карты:- План города Парижа (1630)
- План города Тулузы (1631 г.)
- Карта постов, пересекающих Францию (1632). По рисункам Николя Сансона .
- Истинное и первобытное наследие короны Франции (1642)